# Фельзенштейн, Миля Лазаревич
Миля Лазаревич Фельзенштейн (1924, Харьков, Украинская ССР — 2006, Лод, Израиль) — участник Великой Отечественной войны, командир взвода 1339-го стрелкового полка 318-й стрелковой дивизии 18-й армии Северо-Кавказского фронта, Герой Советского Союза, младший лейтенант.

## Биография
Родился в 1924 году в Харькове в семье служащего. Окончил среднюю школу. В начале войны был эвакуирован в Самарканд, где в 1942 году был призван в Красную армию. Окончил Ташкентское пулемётное училище.
Весной 1943 года в звании младшего лейтенанта прибыл на фронт и был назначен командиром пулемётного взвода в формировавшийся на Кубани 1339-й стрелковый полк 318-й стрелковой дивизии. Летом 1943 года в боях за освобождение Краснодара первый раз оказался на передовой. Осенью 1943 года отличился в операции по захвату плацдарма на Крымском полуострове в районе посёлка Эльтиген южнее Керчи.
В ночь на 1 ноября советским частям предстояло преодолеть Керченский пролив шириной в 35 километров. В условиях предрассветной мглы, сильного шторма, артиллерийского и миномётного обстрела противника катер, на котором находился взвод Фельзенштейна, не мог пришвартоваться к берегу. Бойцы во главе с командиром прыгали в воду. Добравшись до берега, они ворвались в неприятельские окопы и, забросав их гранатами, вынудили гитлеровцев отступить. Отразив двенадцать контратак, пулемётный взвод Фельзенштейна вместе с другими подразделениями батальона к вечеру прочно закрепился на захваченном участке. В бою командир взвода действовал смело и решительно, личным примером вдохновлял бойцов. Он лично уничтожил более 50 гитлеровцев. Был тяжело ранен и отправлен в госпиталь.
После тяжёлого ранения два месяца находился в полевом госпитале, затем был переведён в Сочи, где перенёс ряд сложных операций. Получив отпуск на месяц, Фельзенштейн поехал к родным в Самарканд, а по окончании отпуска вернулся в свою часть. Здесь узнал о присвоении высокого звания, был назначен командиром роты.
Весной 1944 года начались бои за освобождение Крыма. В бою под Севастополем Фельзенштейн был ранен в левую ногу и эвакуирован в один из госпиталей Кисловодска. Почти год боролись врачи за жизнь офицера, за сохранение ему ноги. В марте 1945 года военно-врачебная комиссия госпиталя в Самарканде, куда он был переведён из Кисловодска, демобилизовала Фельзенштейна по инвалидности.
Вместе с семьей в 1946 году вернулся в Харьков. Окончил техникум лёгкой промышленности. Работал начальником цеха на фабрике.
В начале 1974 года Фельзенштейн подал в Харьковский ОВИР просьбу о выдаче ему визы на выезд в Израиль. Это был первый случай подачи такого заявления Героем Советского Союза. Он просил только одно — дать ему возможность эмигрировать в Израиль, где проживает его отец, уехавший двумя годами раньше. Фельзенштейна вызвали в Киев, в республиканский ОВИР. После нескольких бесед предложили сдать в Верховный Совет Украинской ССР Золотую Звезду Героя и явиться в ОВИР за получением визы.
В декабре 1974 года Фельзенштейн с семьей репатриировался в Израиль. Жил в городе Лод, работал на авиационном заводе. Умер 14 октября 2006 года.
Информация о Миле Фельзенштейне не была включена в двухтомный справочник «Герои Советского Союза» под редакцией Шкадова, вышедший в 1987—1988 годах.
В 1991 году посол РФ в Израиле Александр Бовин вернул М. Фельзенштейну отобранные в 1974 году награды.

## Награды
Указом Президиума Верховного Совета СССР от 17 ноября 1943 года за образцовое выполнение боевых заданий командования на фронте борьбы с немецко-фашистскими захватчиками и проявленные при этом мужество и героизм младшему лейтенанту Фельзенштейну Миле Лазаревичу присвоено звание Героя Советского Союза с вручением ордена Ленина и медали «Золотая Звезда» (№ 2190).
Приказом 318 стрелковой Новороссийской дивизии от 23 июня 1944 года № 040/н за образцовое выполнение боевых заданий командования на фронте борьбы с немецко-фашистскими захватчиками и проявленные при этом мужество и героизм младший лейтенант Фельзенштейн Миля Лазаревич награждён орденом Красной звезды
Награждён медалями.

## Память
В Лоде, в парке ветеранов, в память о Рахмиэле Фельзенштейне открыт памятный знак. В Харькове, в доме, где Миля Фельзенштейн жил в 1960—1970 годы, установлена мемориальная доска.